# Philogenia leonora
Philogenia leonora är en trollsländeart som beskrevs av Westfall och Meg S. Cumming 1956. Philogenia leonora ingår i släktet Philogenia och familjen Megapodagrionidae. IUCN kategoriserar arten globalt som livskraftig. Inga underarter finns listade i Catalogue of Life.